# Eurial
Eurial ist ein französisches Unternehmen der milchverarbeitenden Industrie. Es entstand durch den Zusammenschluss der Molkerei- und Marketingaktivitäten der Agrargenossenschaften Eurial Poitouraine und Agrial. Am 4. November 2015 stimmten die Vorstände der beiden Genossenschaften der bereits seit mehreren Jahren angestrebten Fusion zu. Sitz der Unternehmenszentrale ist Nantes. In den Jahren 2018 und 2019 wurden weitere Unternehmen aus Italien und Deutschland zugekauft.

## Kennzahlen
Beide Genossenschaften zusammengerechnet erfassen von ihren rund 6400 Mitgliedern etwa 2,7 Mrd. Liter Rohmilch (2,6 Mrd. Liter Kuhmilch, 220 Mio. Liter Ziegenmilch), davon sind etwa 60 Mio. Liter Biomilch. Die Zahl der Mitarbeiter liegt bei über 4000. Addiert erreicht der Umsatz von Eurial rund 2,3 Mrd. Euro, damit entsteht der zweitgrößte genossenschaftliche Milchverarbeiter Frankreichs hinter Sodiaal.

## Produktspektrum
Das künftige Sortiment umfasst hauptsächlich Ziegenkäse, Käseerzeugnisse, Milchfrischprodukte, H-Milch, Milchpulver, Butter und Sahne.